# Hermann Brockhaus

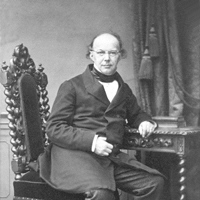
Hermann Brockhaus

Hermann Brockhaus (* 28. Januar 1806 in Amsterdam; † 5. Januar 1877 in Leipzig) war ein deutscher Orientalist.

## Leben

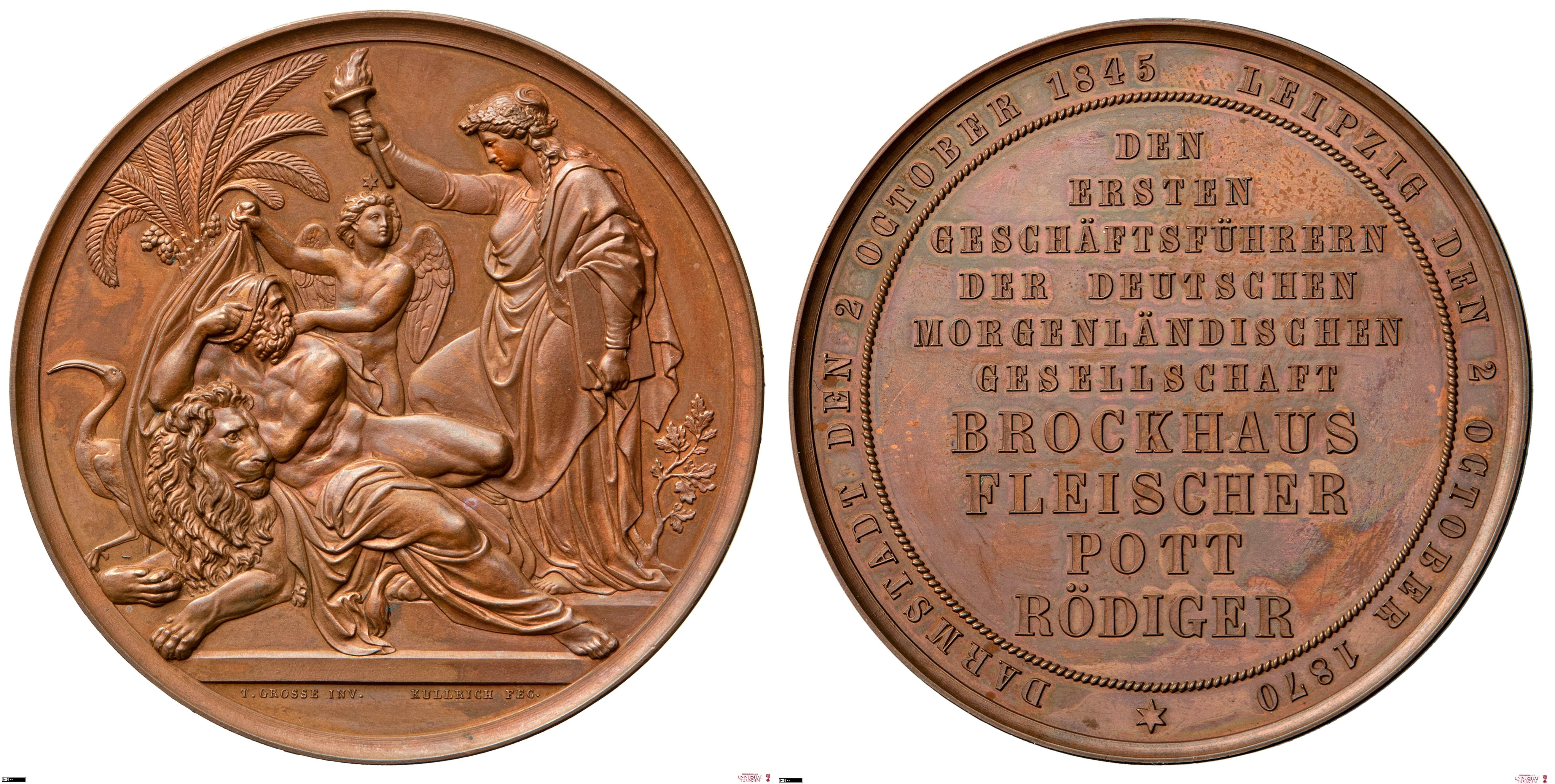
Medaille zu Ehren von Hermann Brockhaus, Heinrich Leberecht Fleischer, August Friedrich Pott und Emil Roediger, 1870

Der dritte Sohn des Verlegers Friedrich Arnold Brockhaus studierte in Leipzig, Göttingen und Bonn orientalische Sprachen, insbesondere Sanskrit, lebte lange in Frankreich und England und ließ sich dann in Dresden nieder. Von dort siedelte er 1839 als Professor nach Jena und 1841 nach Leipzig über, wo er 1848 ordentlicher Professor der altindischen Sprache und Literatur wurde. Er starb dort am 5. Januar 1877. Im Gründungsjahr 1846 der Königlich Sächsischen Gesellschaft der Wissenschaften wurde er zu deren Mitglied gewählt. Seit 1860 war er auswärtiges Mitglied der Bayerischen Akademie der Wissenschaften. Brockhaus hatte sich auch an den organisatorischen Aufgaben der Leipziger Hochschule beteiligt und war im Jahr 1872/73 Rektor der Alma Mater.
1870 erhielt Brockhaus eine Medaille zusammen mit seinen Kollegen Heinrich Leberecht Fleischer, August Friedrich Pott und Emil Rödiger) anlässlich des 25-jährigen Bestehens der Deutschen Morgenländischen Gesellschaft, deren erste Geschäftsführer die vier Geehrten waren.

## Familie
1836 heiratete er Ottilie Wagner (1811–1883), die Schwester des Komponisten Richard Wagner. Sein erster Sohn Clemens Brockhaus (1837–1877) war später Professor in Leipzig, der jüngere Sohn Friedrich Brockhaus (1838–1895) Professor in Basel, Kiel, Marburg und Jena.
Alle genannten Familienmitglieder wurden in einem Erbbegräbnis in der IV. Abteilung des Neuen Johannisfriedhofs beerdigt.

## Wirken
Dem Gebiet des Altindischen gehören an seine Ausgaben des Prabodhachandrodaya, eines philosophischen Schauspiels von Krishnamicra, und des Kathâsarit-sâgara, einer Märchensammlung von Somadeva Bhatta. Seine Ausgabe eines Teils des Zendavesta, des Vendidâd Sâde, trug sehr viel zur Erleichterung des Zendstudiums bei. Auch veröffentlichte er zwei persische Texte. eine kritische Ausgabe der Lieder des Hafis und eine desgleichen der persischen Bearbeitung des Buches der sieben weisen Meister. Seit 1853 redigierte er viele Jahre hindurch die Zeitschrift der Deutschen Morgenländischen Gesellschaft, deren Gründer er war, und in der er verschiedene eigene Abhandlungen publizierte, sowie seit 1856 die Allgemeine Encyklopädie von Johann Samuel Ersch und Johann Gottfried Gruber. Sein Vorschlag Über den Druck sanskritischer Werke mit lateinischen Buchstaben hat fast allgemeine Annahme gefunden.

## Werke (Auswahl)
- Ueber den Druck sanskritischer Werke mit lateinischen Buchstaben. Brockhaus, Leipzig 1841. (Digitalisat)
- Speculative Erörterung der in Hegels Einleitung zu seiner Encyclopädie der philosophischen Wissenschaften enthaltenen Principien. Theile, Königsberg 1846. (Digitalisat)
- Vendidad sade. Die heiligen schriften Zoroaster's Yaçna, Vispered und Vendidad. Brockhaus, Leipzig 1850. (Digitalisat)
- Über die Algebra des Bhâskara. Wiesbaden, 1852 (Digitalisat)
- Ueber Homer's Ilias in Sanskrit. In: Zeitschrift der Deutschen Morgenländischen Gesellschaft, Band 6. 1852. S. 108–109. (Digitalisat).
- Die 100 Parva des Mahabharata. In: Zeitschrift der Deutschen Morgenländischen Gesellschaft, Band 6. 1852. S. 528–532. (Digitalisat).
- Vorschläge zu zweckmässiger Einrichtung eines chinesischen Wörterbuchs. In: Zeitschrift der Deutschen Morgenländischen Gesellschaft, Band 6. 1852. S. 532–532. (Digitalisat).
- Gellert und Jâmî. In: Zeitschrift der Deutschen Morgenländischen Gesellschaft, Band 14. 1860. S. 706–710. (Digitalisat).
- Wörterbuch zum Rig-Veda. Brockhaus, Leipzig 1875. (Digitalisat)

## Herausgeberschaft
- Prabodha Chandrodaya; Krishna Misri comoedia. Edidit scholiisque instruxit. Brockhaus, Leipzig 1845. (Digitalisat)
- Vendidad Sade: Die heiligen Schriften Yaçna, Vispered und Vendidad, nach den lithographirten Ausgaben von Paris und Bombay mit Index und Glossar. Brockhaus, Leipzig 1850. (Digitalisat)
- Lieder des Hafis: Persisch mit dem Commentar des Sudi. 3 Bände. Brockhaus, Leipzig 1854–1860. (Digitalisat Band 1), (Band 2), (Band 3)